# 常庄水库
34°43′21″N 113°33′14″E / 34.7226°N 113.5538°E
常庄水库，是中华人民共和国河南省郑州市中原区须水镇常庄村东境内的一座中型水库，位于颍河水系贾峪河上，最初建于1960年。

## 建设
常庄水库控制流域面积82平方公里。设计洪水标准100年一遇，设计水位122.60米，相应库容1354万立方米；校核洪水标准10000年一遇，相应水位124.08米，总库容1620万立方米。水库上游流域内为浅山丘陵区，贾峪河于下游3公里处汇入贾鲁河。常庄水库始建于1959年11月14日，1960年12月23日基本完工。1977年，新修副溢洪道，同时大坝加高1米。1987年，修建大坝抗震加固工程。1996年，郑州市人民政府投资400多万元修建了提蓄水工程，自西流湖取水，沿贾峪河故道自流引水至常庄水库溢洪道消力池，再经泵站加压将水提到水库，作为郑州市供水备用水源。2004年至2006年，郑州市先后投资600万元进行大坝坝坡维修加固工程建设，投资100万元建设水库防汛调度中心。2008年，河南省发改委对常庄水库进行加固工程设计进行了批复，设计洪水位131.34米，库容1102万立方米，校核洪水位135.06米，相应库容1708万立方米。总投资3230万元。

## 情况
2021年7月河南暴雨爆发后，2021年7月20日，因贾鲁河中牟段于17时提升为I级应急响应，位于上游的常庄水库出现险情，15时记者获悉常庄水库已开始泄洪（于上午10时57分达到127.87米，警戒线为127.49米，超出警戒水位38公分），于当晚继续泄洪。泄洪流量每秒钟3立方米，初步得到控制。常庄水库下午15时泄洪，未及时发布通知，政府应急处置迟缓未停运地铁，导致沙口路地铁站进水致多人死伤。